# 1965 aux Territoires du Nord-Ouest
Chronologie des Territoires du Nord-Ouest
- 1961
- 1962
- 1963
- 1964
- 1965
- 1966
- 1967
- 1968
- 1969

Cette page concerne les événements survenus en 1965 dans le territoire canadien des Territoires du Nord-Ouest.

## Politique
- Premier ministre : Bent Gestur Sivertz (Commissaire en gouvernement)
- Commissaire :
- Législature :

## Naissances
- 16 mars : Mark J. Carney, gouverneur de la Banque du Canada du 1er février 2008 au 3 juin 2013.